# Avalon Hill
Avalon Hill Games, Inc. — американская компания, производитель настольных игр. Специализируется преимущественно на варгеймах и стратегических играх. В настоящее время является подразделением «Wizards of the Coast», дочерней компании «Hasbro».
В играх Avalon Hill впервые были применены многие концепции, широко используемые в современных варгеймах, такие как гексагональное поле и «зона контроля». Помимо стратегических игр, компания также выпускала ролевые игры и спортивные симуляторы. С 1980-х годов также разрабатывала компьютерные игры.

## История
Компания Avalon Hill была основана Чарльзом С. Робертсом в 1958 году. Роберт создал компанию для того чтобы капитализировать успех выпущенной им самостоятельно в 1952 году игры Tactics, которая считается основоположником новой разновидности стратегических настольных игр — варгеймов. Первой игрой Avalon Hill стала Tactics II. В том же году компания выпустила Gettysburg — первый варгейм, основанный на реальной исторической битве.
В 1959 году компания издала первую игру созданную сторонними авторами — Verdict. В том же году к компании присоединился в качестве разработчика Томас Шоу, школьный приятель Роберта.
В начале 60-х годов компания столкнулась с финансовыми трудностями и в 1964 году Роберт планировал объявить о банкротстве. Вместо этого кредиторы компании Monarch Office Services и J.E. Smith & Co выкупили её и устроили полную реорганизацию, сократив расходы до минимума. Шоу остался единственным работником из тех, кто работал в компании ранее.
Monarch Office Services выкупила Avalon Hill у J.E. Smith & Co в 1971 и после приобретения сменила своё название на Monarch Avalon. При этом Avalon Hill стала её подразделением. Под руководством нового президента Эрика Дотта компания стала более агрессивной на рынке варгеймов. Шоу стал исполнительным вице-президентом компании.
В 70-х годах компания издала множество варгеймов как собственно производства, так и издававшиеся ранее маленькими компании и выкупленные Avalon Hill. Среди таких игр была Civilization Фрэнсиса Трэшема. В ответ на популярность Dungeons & Dragons TSR, компания начала издавать ролевые игры.
В начале 80-х Avalon Hill начала выпускать компьютерные игры, основанные на их настольных аналогах. Компания стабильно росла в 1980-х и первой половине 1990-х годов. В середине 1990-х рынок настольных игр переживал снижение продаж. В это же время Avalon Hill потеряла права на две свои самые популярные игры — Civilization и 1830: The Game of Railroads and Robber Barons в результате судебного процесса с издателем компьютерных игр MicroProse.
В результате финансовых убытков как в области настольных, так и компьютерных игр, в 1998 году Avalon Hill была куплена компанией Hasbro. В 1999 стала подразделением Wizards of the Coast. Hasbro до сих пор выпускает игры под брендом Avalon Hill.